# Denis Anderson
Denis Anderson (* 19. Juni 1979 in Berlin) ist ein deutscher Tischtennisspieler. Bei Deutschen Einzelmeisterschaften der Erwachsenen gewann er eine Bronzemedaille.

## Werdegang
Schon in frühen Jahren machte Denis Anderson die Fachwelt auf sich aufmerksam. Mehrmals belegte er vordere Plätze bei Deutschen Meisterschaften im Schüler und Jugendbereich. 1993 wurde er für die Teilnahme an der Jugend-Europameisterschaft in Ljubljana nominiert, wo er im Einzel das Viertelfinale erreichte. 1998 gewann er die Deutsche Junioren-Meisterschaft im Doppel mit Zoltan Fejer-Konnerth. In den 1990er Jahren spielte er mit mehreren Vereinen in der 2. Bundesliga. Sein größter Erfolg war Bronze im Doppel mit Heiko Wirkner bei der Deutschen Meisterschaft 1997.
Seinen Lebensunterhalt verdient Denis Anderson mit Autotuning.

## Turnierergebnisse
| Verband | Veranstaltung                     | Jahr | Ort           | Land | Einzel | Doppel | Mixed  | Team |        |
| ------- | --------------------------------- | ---- | ------------- | ---- | ------ | ------ | ------ | ---- | ------ |
| GER     | Deutsche Meisterschaften Schüler  | 1993 | Frickenhausen | GER  |        | Bronze | Silber |      | [ 11 ] |
| GER     | Bundesranglistenturnier Schüler   | 1992 | Hamburg       | GER  | Bronze |        |        |      | [ 12 ] |
| GER     | Deutsche Meisterschaften Jungen   | 1995 | Rodenkirchen  | GER  |        | Bronze |        |      | [ 13 ] |
| GER     | Deutsche Meisterschaften Jungen   | 1996 | Iserlohn      | GER  |        | Bronze | Silber |      | [ 14 ] |
| GER     | Bundesranglistenturnier Jungen    | 1996 | Aschaffenburg | GER  | Silber |        |        |      | [ 15 ] |
| GER     | Bundesranglistenturnier Junioren  | 1997 | Löhne         | GER  | Silber |        |        |      | [ 16 ] |
| GER     | Deutsche Meisterschaften Junioren | 1998 | Warstein      | GER  | Silber | Gold   |        |      | [ 17 ] |